# Hodgsonia
Hodgsonia là một chi thực vật có hoa trong họ Cucurbitaceae.

## Loài
Chi Hodgsonia gồm các loài:
- Hodgsonia heteroclita (Roxb.) Hook.f. & Thomson 1853
- Hodgsonia macrocarpa (Blume) Cogn. 1881
- Hodgsonia tsai

## Hình ảnh

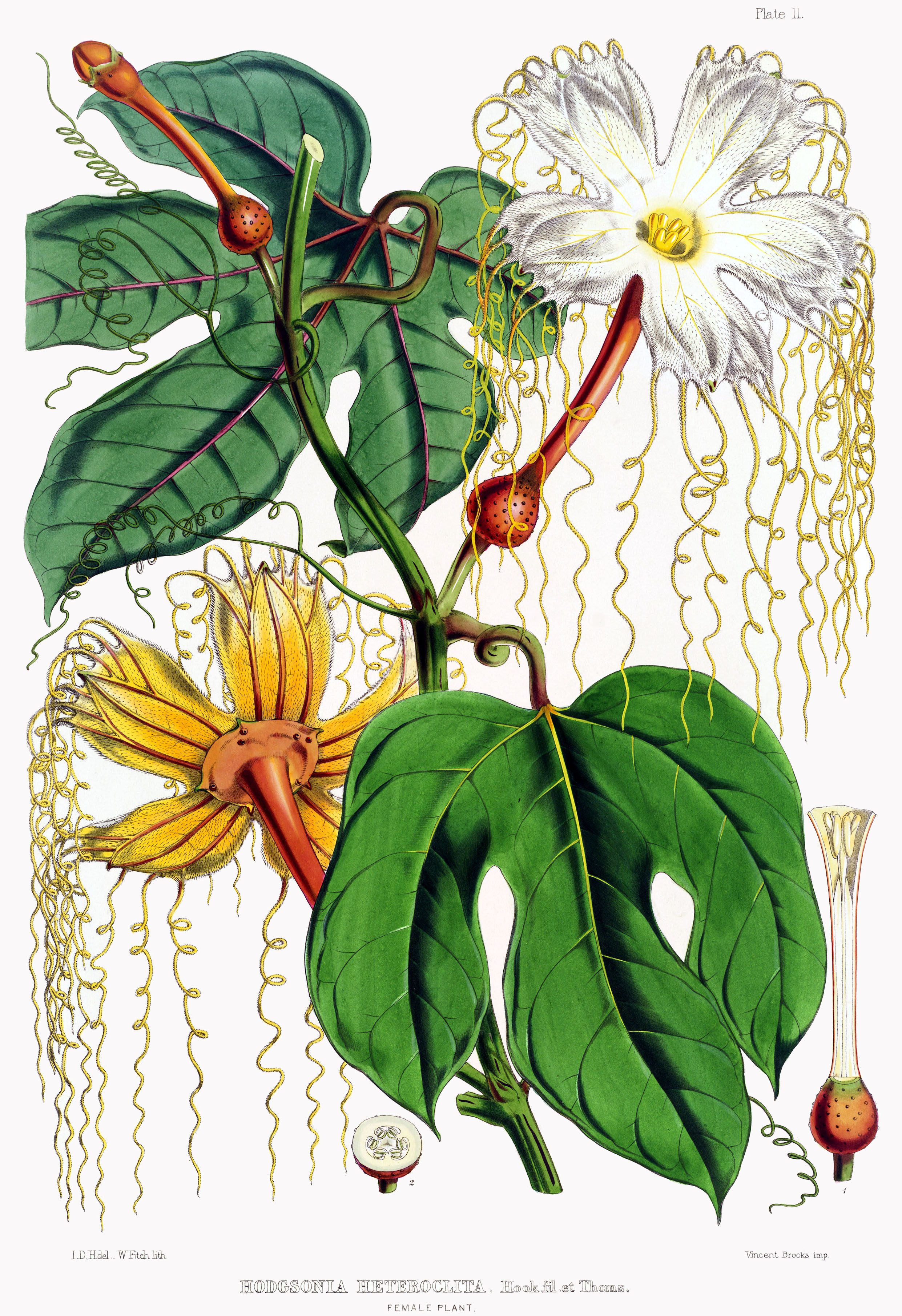
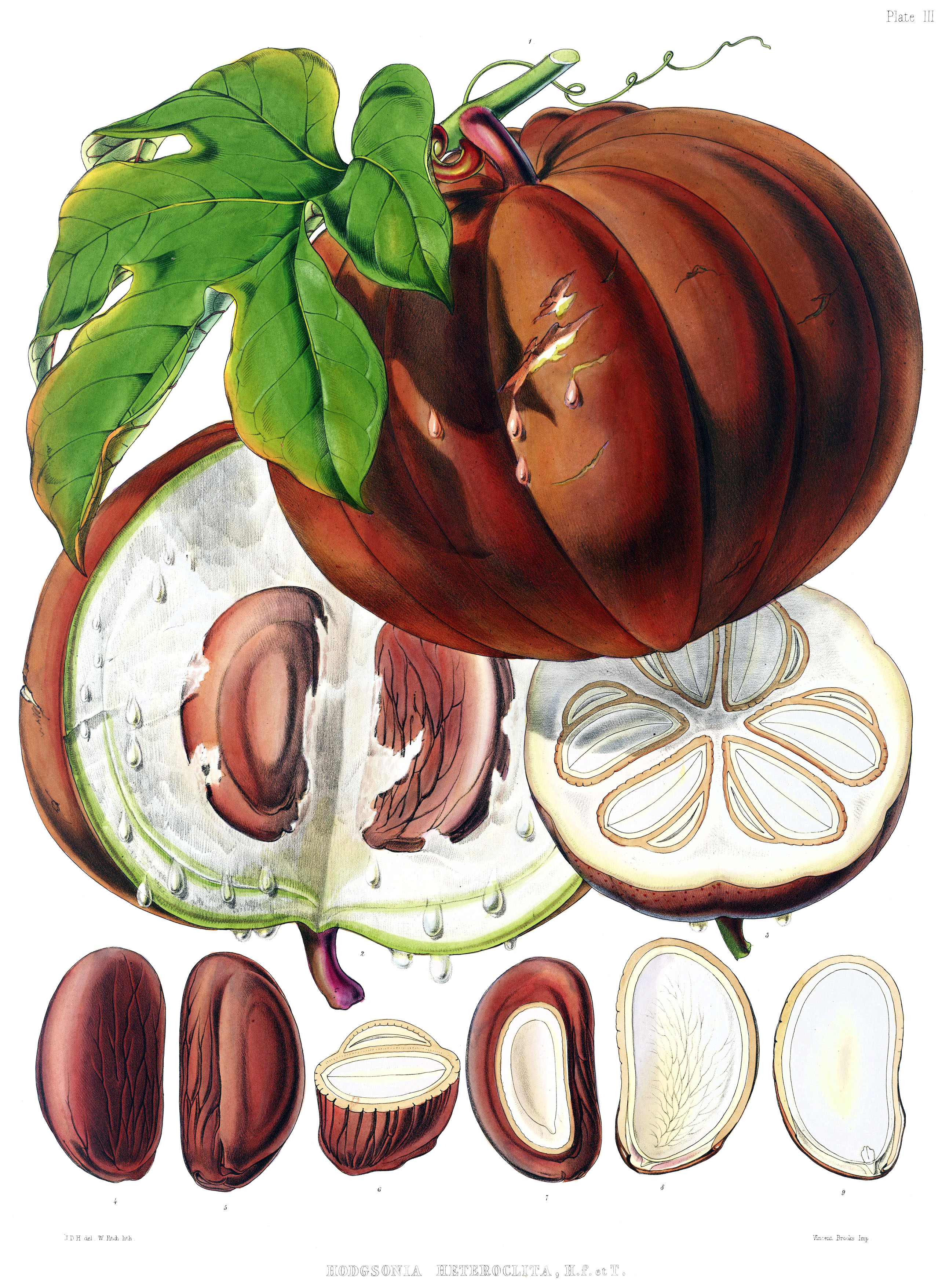
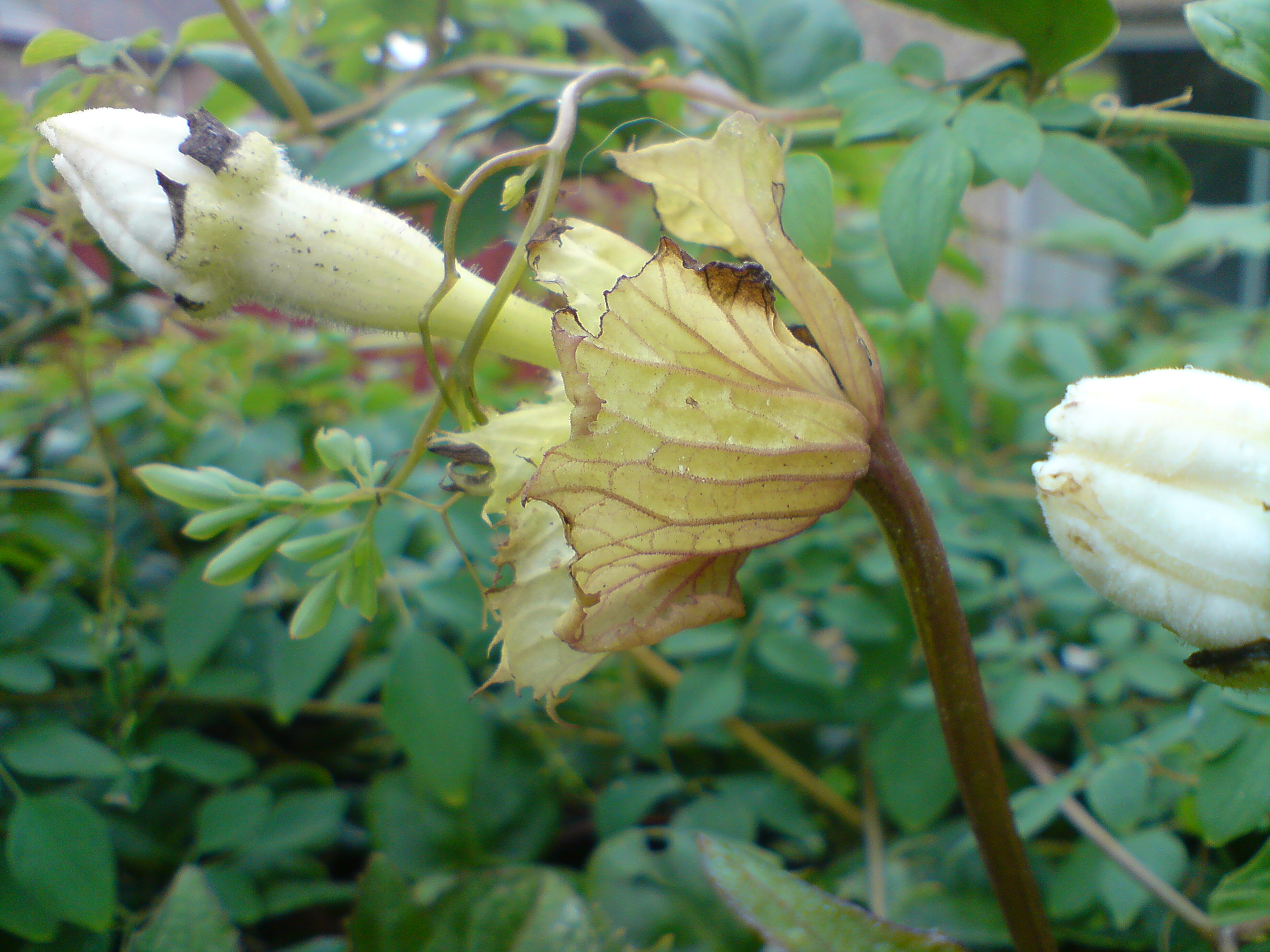
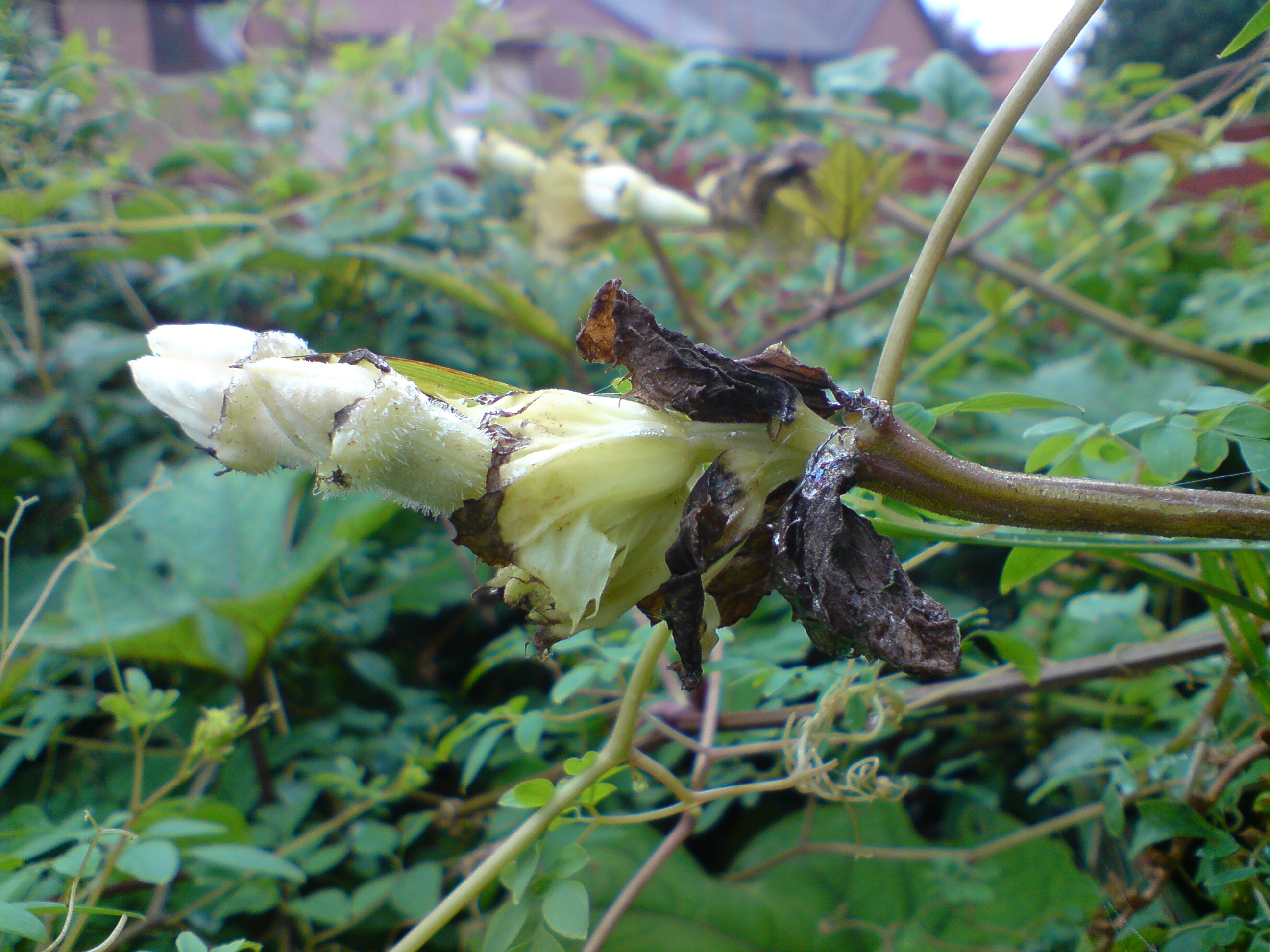